# Pic des Andaman
Dryocopus hodgei
Espèce
Statut de conservation UICN

 VU  : Vulnérable
Le Pic des Andaman (Dryocopus hodgei) est une espèce d'oiseaux de la famille des Picidae. Cette espèce est endémique aux forêts pluviales des îles Andaman.